# Tiefseestinte
Die Tiefseestinte (Bathylagidae, griechisch bathys = ‚tief‘; lagos = ‚Hase‘) sind eine Familie der Goldlachsartigen (Argentiniformes). Die Fische leben in allen Weltmeeren von der nördlichen kaltgemäßigten Zone bis zur Antarktis.

## Merkmale
Die 11 bis 26 Zentimeter lang werdenden Fische sind langgestreckt, meist von dunkler Farbe und besitzen in den meisten Fällen große Augen. Postcleithra und Mesocoracoid (Knochen im Schultergürtel) fehlen. Eine Fettflosse kann vorhanden sein oder fehlen. Die Brustflossen sitzen ventral (bauchseitig). Die Fische besitzen 38 bis 55 Wirbel und zwei Kiemenreusenstrahlen.
- Flossenformel: Dorsale 6–13, Anale 10–28, Pectorale 7–16, Ventrale 6–11

## Systematik
Es gibt 8 Gattungen und 23 Arten:
- Gattung Bathylagichthys

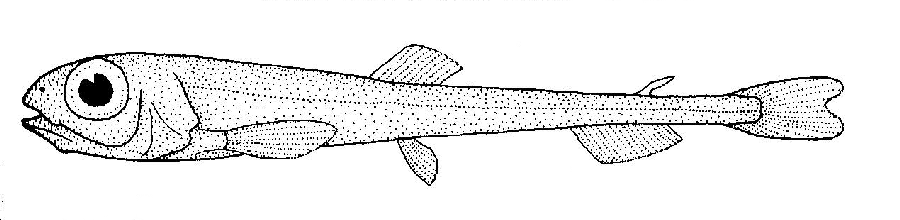
Bathylagus antarcticus

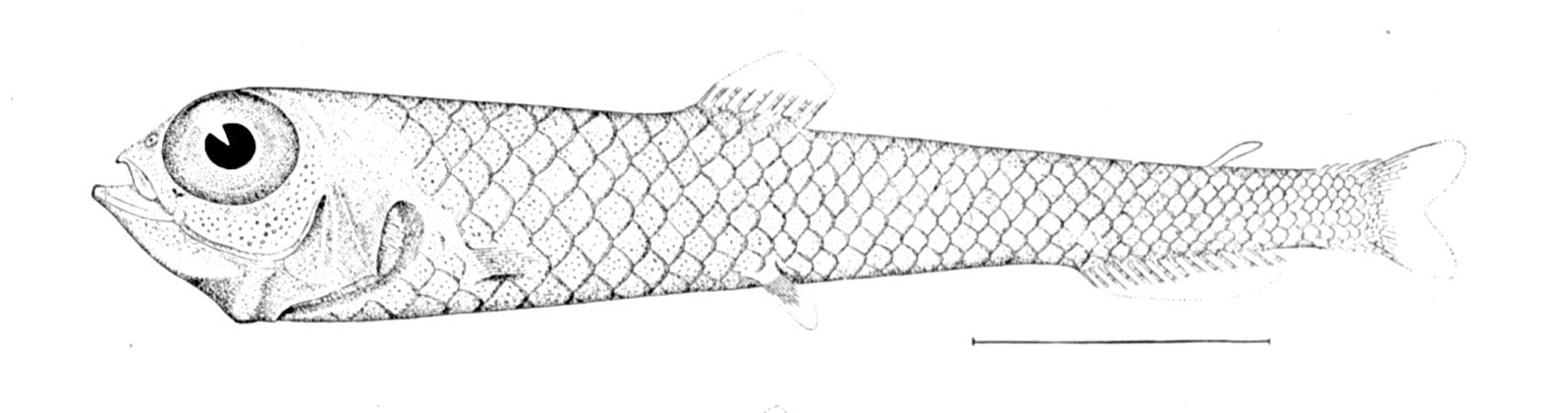
Bathylagus euryops

  - Bathylagichthys australis Kobyliansky, 1990.
  - Bathylagichthys greyae (Cohen, 1958).
  - Bathylagichthys kobylianskyi Gon & Stewart, 2014.
  - Bathylagichthys longipinnis (Kobyliansky, 1985).
  - Bathylagichthys parini Kobyliansky, 1990.
  - Bathylagichthys problematicus (Lloris & Rucabado, 1985).
- Gattung Bathylagoides
  - Bathylagoides argyrogaster (Norman, 1930).
  - Bathylagoides nigrigenys (Parr, 1931).
  - Bathylagoides wesethi (Bolin, 1938).
- Gattung Bathylagus
  - Bathylagus andriashevi Kobyliansky, 1986.
  - Bathylagus antarcticus Günther, 1878.
  - Bathylagus euryops Goode & Bean, 1896.
  - Bathylagus gracilis Lönnberg, 1905.
  - Bathylagus niger Kobyliansky, 2006.
  - Bathylagus pacificus Gilbert, 1890.
  - Bathylagus tenuis Kobyliansky, 1986.
- Gattung Dolicholagus
  - Dolicholagus longirostris (Maul, 1948).
- Gattung LeuroglossusLeuroglossus stilbius

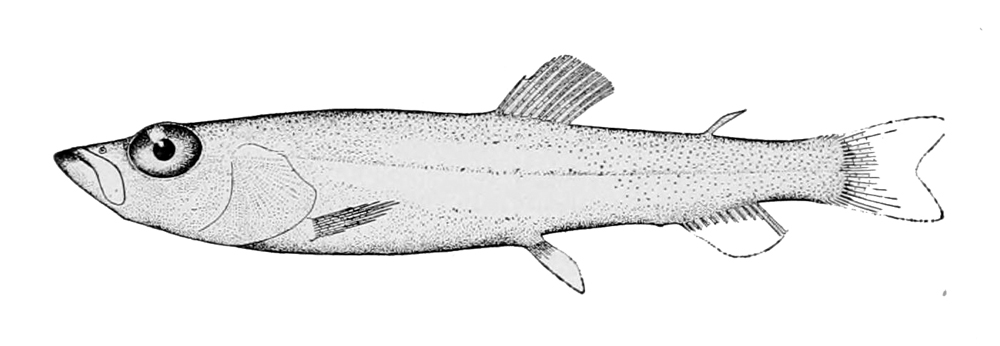
Leuroglossus stilbius

  - Leuroglossus callorhini (Lucas, 1899).
  - Leuroglossus schmidti Rass, 1955.
  - Leuroglossus stilbius Gilbert, 1890.
- Gattung Lipolagus
  - Lipolagus ochotensis (Schmidt, 1938).
- Gattung Melanolagus
  - Melanolagus bericoides (Borodin, 1929).
- Gattung Pseudobathylagus
  - Pseudobathylagus milleri (Jordan & Gilbert, 1898).

Der amerikanische Ichthyologe Joseph S. Nelson stellt die Familie in seinem Standardwerk  Fishes of the World als Unterfamilie zu den Microstomatidae. In den meisten Systematiken haben sie jedoch den Rang einer eigenständigen Familie. Nach aktuellen phylogenetischen Untersuchungen sind die Tiefseestinte die Schwestergruppe aller übrigen Goldlachsartigen.

## Fossilüberlieferung
Ein als Bathylagus angelensis beschriebener Tiefseestint ist aus dem Miozän von Kalifornien bekannt.